# Ludwig Zettl

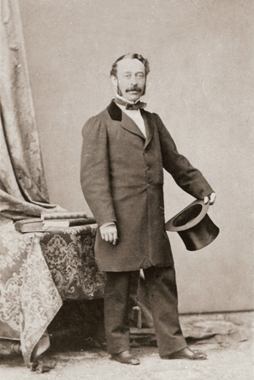
Ludwig Zettl

Ludwig Zettl, seit 1882 Ritter von Zettl, (* 5. Mai 1821 in Groß Sbosch (tschechisch Velké Zboží), Bezirk Poděbrad, Kaisertum Österreich; † 14. April 1891 in Wien) war ein böhmisch-österreichischer Architekt, der besonders durch seine Spitalsbauten hervortrat.

## Leben
Ludwig Zettl war der Sohn des Beamten Johann Zettl aus der mittelböhmischen Stadt Poděbrady. Er besuchte zunächst das Polytechnikum in Prag, von 1843 bis 1844 das Polytechnische Institut in Wien. Anschließend wurde er als Praktikant in den Hofbaurat aufgenommen und studierte gleichzeitig bis 1847 an der Akademie der bildenden Künste Wien in der Architekturschule. Nach Abschluss des Studiums arbeitete Zettl im Staatsbaudepartement, wo er sehr erfolgreich wirkte. So war er ab 1850 bei der Planung und Ausführung der meisten staatlichen Spitäler und Strafanstalten tätig. Als 1859 das Staatsbaudepartement dem Innenministerium unterstellt wurde, war Zettl dort k.k. Ingenieur I. Klasse. 1859–1865 war er Mitglied der Wiener Baukommission und als technischer Vertreter des Ministeriums Mitglied der Stadterweiterungskommission. Zettl wurde Oberbaurat und erhielt neben dem Franz-Joseph-Orden zahlreiche weitere Auszeichnungen. Mit der Verleihung des Ordens der Eisernen Krone III. Klasse 1882 war die Erhebung in den Ritterstand verbunden. Seit 1863 war Zettl Mitglied des Wiener Künstlerhauses.

## Werk
Ludwig Zettl führte als Beamter in Staatsauftrag zahlreiche Sozialbauten, wie Spitäler und Gefängnisse, in der ganzen Habsburgermonarchie aus. Eine wichtige Rolle spielte er bei der Planung der Wiener Ringstraßenzone in der Stadterweiterungskommission, wo er auch einen eigenen Entwurf für die Gestaltung der Ringstraßenzone vorlegte. Die Idee einer parallel zur Ringstraße verlaufenden Lastenstraße stammt im Wesentlichen von ihm. Neben seiner Beamtentätigkeit war Zettl auch als Privatarchitekt tätig und führte einige Bauten innerhalb der Ringstraßenzone aus. Seine meisten Bauten sind dem Frühhistorismus zuzurechnen, er schuf aber auch bereits in Formen der Neorenaissance.

Provisorisches Abgeordnetenhaus (1861)

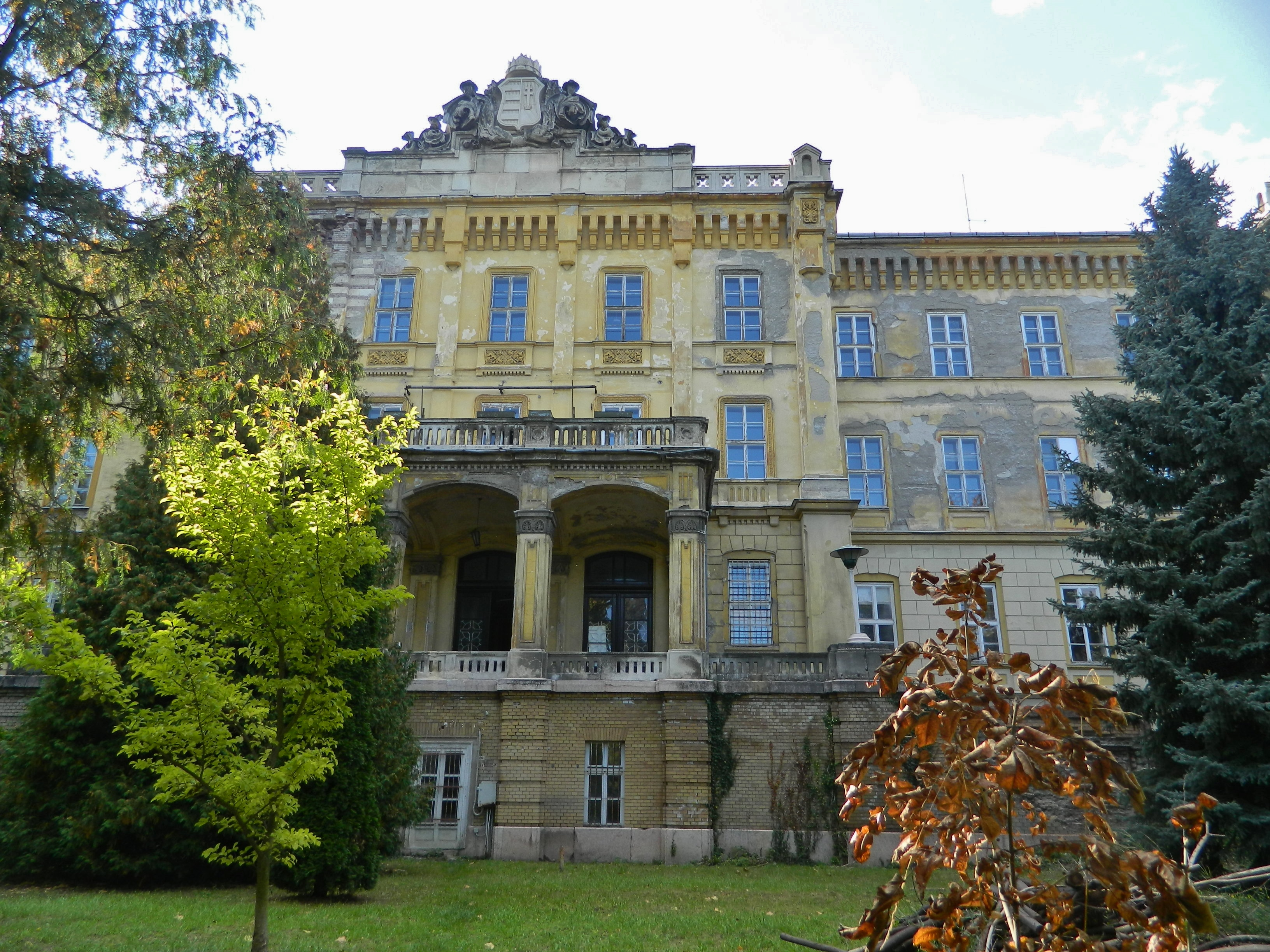
Psychiatrisches Krankenhaus Budapest (1868)

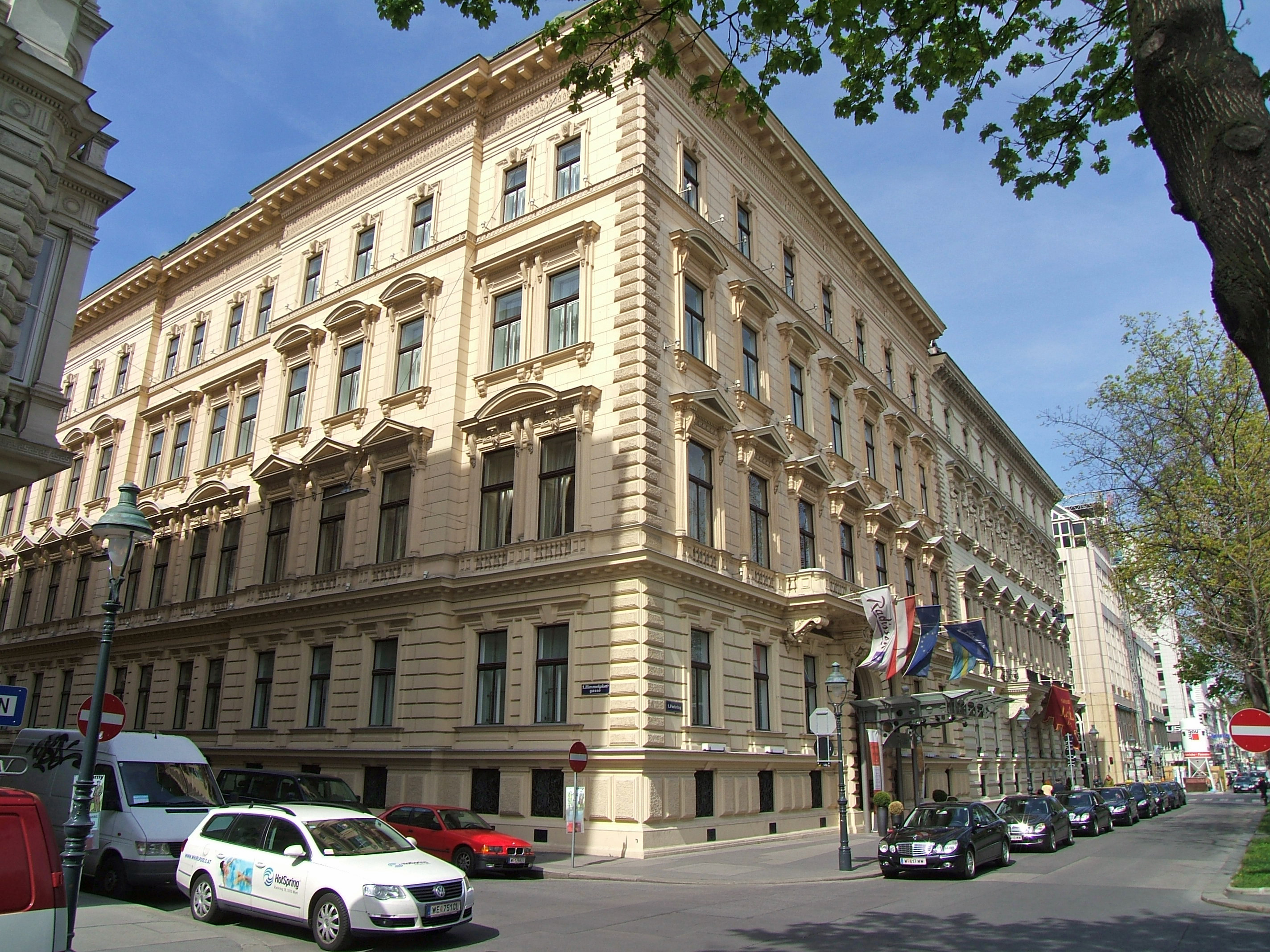
Palais Leitenberger (1871–1875)

- Leichen- und Sezieranstalt im Wiedner Spital, Favoritenstraße 32, Wien 4 (1859), nach 1945 abgerissen
- Krankenhaus Rudolfstiftung, Boerhaavegasse 8, Wien 3 (1859–1864), Bauleitung nach Plänen Josef Horky; ab 1970 durch Neubau ersetzt
- Pathologisch-anatomisches und chemisches Institut im Allgemeinen Krankenhaus, Spitalgasse, Wien 9 (1859–1862)
- Krankenanstalt, Pressburg (1860)
- Landesirrenanstalt, Hermannstadt, Siebenbürgen (1860)
- Neorenaissance-Villa des Textilfabrikanten B. Leitenberger, Josefův Důl 4, bei Mladá Boleslav (1860) (unter Denkmalschutz ÚSKP-Nr. 15683/2-3614)
- Miethäuser Güntner, Spindlergasse (heute: Döblergasse) 1–3, Wien 7 (1861)
- Provisorisches Abgeordnetenhaus „Schmerlingtheater“, Währinger Straße 2–4, Wien 9 (1861), abgerissen
- Adaptierung des Landhauses als Herrenhaus, Herrengasse, Wien 1 (1861)
- Christinenhof, Schubertring 9 / Kantgasse 6 / Christinengasse 2–4 / Pestalozzigasse 1–3, Wien 1 (1862)
- Miethäuser, Rasumofskygasse 10–14, Wien 3 (1863), nicht identifizierbar; wahrscheinlich abgebrochen
- Miethaus, Kleeblattgasse 11, Wien 1 (1863)
- Miethaus, Tuchlauben 15 / Kleeblattgasse 13, Wien 1 (1864)
- Wohn- und Warenhaus Leitenberger, Franz-Josefs-Kai 51, Wien 1 (1865), nach 1945 abgerissen
- Miethäuser, Pillersdorfgasse 2–6, Wien 2 (1865), Fassaden vereinfacht
- Miethäuser, Pillersdorfgasse 1–5, Wien 2 (1865), Nr. 3 nach 1945 abgerissen; Nr. 5 Dekor erhalten
- Wohngebäude und Waschanstalt der k.k. Theresianischen Ritter-Akademie, Alleegasse, Wien 4 (1865), heute Argentinierstraße; nicht identifizierbar
- Psychiatrisches Krankenhaus Lipótmezö, Budapest (1868), unter Denkmalschutz
- Miethaus des Stiftes Seitenstetten, Kohlmessergasse 3–5, Wien 1 (1869), nach 1945 in den Franz-Josefs-Kai einbezogen; abgerissen
- Wohn- und Geschäftshaus Mandl, Werdertorgasse 5–7, Wien 1 (1869–1870)
- Palais Wehli, Elisabethstraße 5 / Operngasse 5, Wien 1 (1869–1871)
- Miethaus Proskowetz, Wohllebengasse 6, Wien 4 (1869), nach 1945 abgerissen
- Wohnhaus Proskowetz, Wohllebengasse 4, Wien 4 (1870), 1912 durch einen Neubau von Krauß und Tölk ersetzt
- Krankenhaus und Gebär- und Findelanstalt, Krakau, Galizien (1870)
- Neuer Schottenhof, Helferstorferstraße 4 / Rockhgasse 2, Wien 1 (1871–1874)
- Palais Leitenberger, Parkring 16 / Himmelpfortgasse 31–33 / Hegelgasse 3, Wien 1 (1871–1875), unter Denkmalschutz
- Miethaus Biro, Reisnerstraße 61, Wien 3 (1873)
- Palais Mayr-Melnhof, Seilerstätte 13 / Johannesgasse 21, Wien 1 (1874–1875), Dekor weitgehend entfernt
- Miethaus, Neubaugasse 65, Wien 7 (1875)
- k.k. Ministerium des kaiserlichen Hauses und des Äußeren, Ballhausplatz 2, Wien 1 (1883), Um- und Neubau
- Irrenanstalt, St. Petersburg
- Miethaus, Washingtonova Strasse 1528/23, Prag 1 -Neustadt; (1878–1879) realisiert von Josef Kandert[1]